# Herreshoffia
Herreshoffia là một chi bướm đêm thuộc họ Geometridae.